# Orlando Magic
De Orlando Magic is een professioneel basketbalteam uit Orlando, Florida. De club is opgericht in 1989. De Magic spelen in de Southeast Division van de Eastern Conference in de NBA met Kia Center als thuishaven. Van de 30 jaar die ze in de NBA bestaan, hebben ze de helft van de seizoenen de playoffs weten te halen (15 maal).

## Erelijst
- Winnaar Southeast Division: 1995, 1996, 2008, 2009, 2010, 2019, 2024, 2025
- Winnaar Eastern Conference: 1995, 2009

## Bekende ex-spelers
- Shaquille O'Neal (1992-1996)
- Penny Hardaway (1993-1999)
- Tracy McGrady (2000-2004)
- Grant Hill (2000-2007)
- Steve Francis (2004-2006)
- Dwight Howard (2004-2012)
- Hidayet Türkoğlu (2004-2009, 2010-2014)
- Vince Carter (2009-2010)
- Jason Williams (2009-2011)